# Clyffe Pypard
Clyffe Pypard – wieś w Anglii, w hrabstwie Wiltshire. Leży 47 km na północ od miasta Salisbury i 123 km na zachód od Londynu.